# Zubivșciîna, Slavuta
Zubivșciîna (în ucraineană Зубівщина) este un sat în comuna Berezdiv din raionul Slavuta, regiunea Hmelnîțkîi, Ucraina.

## Demografie
Componența lingvistică a localității Zubivșciîna
     Ucraineană (100%)
Conform recensământului din 2001, toată populația localității Zubivșciîna era vorbitoare de ucraineană (100%).